# Cantonul Boulogne-sur-Mer-Nord-Est
Cantonul Boulogne-sur-Mer-Nord-Est este un canton din arondismentul Boulogne-sur-Mer, departamentul Pas-de-Calais, regiunea Nord-Pas-de-Calais, Franța.

## Comune
| Comune                  | Populație (1999) | Cod poștal | Cod INSEE |
| ----------------------- | ---------------- | ---------- | --------- |
| Boulogne-sur-Mer        | 44 859 (1)       | 62200      | 62160     |
| Conteville-lès-Boulogne | 441              | 62126      | 62237     |
| Pernes-lès-Boulogne     | 423              | 62126      | 62653     |
| Pittefaux               | 125              | 62126      | 62658     |
| Wimille                 | 4 721            | 62126      | 62894     |